# Vladimír Dvořák
Vladimír Dvořák (14. května 1925 Písek – 28. prosince 1999 Praha) byl herec, textař, konferenciér, moderátor a scenárista. Od roku 1971 byl dramaturgem televizního pořadu Televarieté. Od roku 1977 tento pořad také spolu s Jiřinou Bohdalovou moderoval.

## Životopis
V mládí studoval na gymnáziu v Praze, kde maturoval v roce 1944, Poté absolvoval dva semestry na Fakultě žurnalistiky Vysoké školy politické a sociální a čtyři semestry sociologie a estetiky na Filozofické fakultě Univerzity Karlovy.
Po nedokončených studiích krátkou dobu pracoval jako redaktor deníku Mladá fronta, v roku 1946 přešel do Československého rozhlasu, kde působil jako konferenciér vlastních hudebních pořadů. V roce 1951 začal pracovat ve vedení Gramofonových závodů v Loděnici u Berouna. Mimo zaměstnání vystupoval jako estrádní konferenciér podniku Československé cirkusy, varieté a lunaparky. Od roku 1952 byl v angažmá v Divadla estrády a satiry a v polovině 50. let zahájil spolupráci s tehdy začínající Československou televizí, především na tvorbě zábavných pořadů.
V říjnu 1956 se poprvé objevil na televizní obrazovce s Jiřinou Bohdalovou, se kterou pak vystupoval až do konce života. Kromě tvorby zábavných pořadů pracoval i jako scenárista. Následujících několik let byl scenáristou a hlavním moderátorem televizních silvestrovských estrád a od roku 1971 se začal věnovat dramaturgii zábavného pořadu Televarieté. Od roku 1977 pak tento pořad s Jiřinou Bohdalovou moderoval. V Televarieté byl autorem veškerého průvodního slova i scének a díky tomuto pořadu se dostal do povědomí mnoha lidem po celé zemi. Televarieté moderoval od roku 1977 až do posledního dílu natočeného v roce 1998.
Na základě iniciativy tehdejšího ústředního ředitele Československá televize Jiřího Pelikána se od 1. července 1968 ujal vedení Hlavní redakce zábavních pořadů Československé televize. Ve své funkci se snažil udržet apolitičnost redakce, a proto v této funkci ustál i počátek 70. let. Když v roce 1976 odmítl vstoupit do Komunistické strany Československa, byl z funkce uvolněn a nahrazen Jaroslavem Homutou. Po uvolnění z funkce až do roku 1989 směl v televizi působit jen jako dramaturg nebo moderátor. Věnoval se i organizaci soutěže Hledáme písničku pro všední den a organizaci prvních dvou ročníků hudebního festivalu Bratislavská Lyra.
Letmo se objevil ve filmu Hudba z Marsu.

## Ocenění
Za svou činnost byl v roce 1965 oceněn Výroční cenou Českého hudebního fondu za textařskou práci a Audiovizuální cenou Trilobit. V letech 1972 a 1989 získal ocenění Zlatý krokodýl, v roce 1982 titul zasloužilý umělec, v roce 1982 Zlatou rolničku a v roce 1989 Zlatý mikrofon.

## Textařská činnost
Psal texty pro vokální soubor Lišáci a spolupracoval s orchestrem Karla Vlacha, Zdeňkem Petrem, Karlem Krautgartnerem a Zdeňkem Maratem.

### Napsané texty
- Píseň pro Kristýnku (původně Píseň pro Kristinku, umístění v anketě Hit století), interpret – Vladimír Salač, Josef Zíma, Waldemar Matuška
- Čert ví proč interpret – Rudolf Cortés
- Dobrou noc interpret – Rudolf Cortés
- Je po dešti interpret – Judita Čeřovská
- Kulatý svět interpret – Yvetta Simonová a Milan Chladil
- Nelly Gray interpret – Rudolf Cortés
- Ranní písnička interpret – Rudolf Cortés
- Rolničky interpret – Hana Zagorová a jiný
- Tam, kde šumí proud interpret – Karel Gott
- Váš dům šel spát interpret – Rudolf Cortés
- Vzpomínky mi zůstanou interpret – Karel Hála